# Technologie lithique
En archéologie de la Préhistoire, la technologie lithique est l'étude des techniques et des méthodes de réalisation des outils en pierre taillée. L'étude des productions en pierre taillée, réalisée au moyen de méthodes et de concepts variés, permet d'analyser les capacités cognitives, les comportements sociaux et les relations culturelles des sociétés concernées.

## Principes
Le plus souvent, les roches employées pour la réalisation d'outils taillés sont à cassure conchoïdale, comme le silex et l'obsidienne. De par leurs caractéristiques physiques, lors de la taille ces roches réagissent de manière stéréotypée et spécifique selon les techniques employées. En outre, dans la plupart des cas, est visible sur l'outil taillé une partie des stigmates des différentes étapes de sa réalisation. Les débitages expérimentaux menés depuis le début des recherches en préhistoire au XIXe siècle ont permis d'identifier les stigmates propres à chaque technique. Ces stigmates permettent donc au préhistorien de reconstituer les différentes étapes de réalisation de l'outil et d'identifier la ou les techniques mises en œuvre dans ce processus.
Plusieurs concepts peuvent aider à formaliser et à analyser l'ensemble des phases de réalisation d'un outil, notamment le concept de chaine opératoire.

## Chaine opératoire

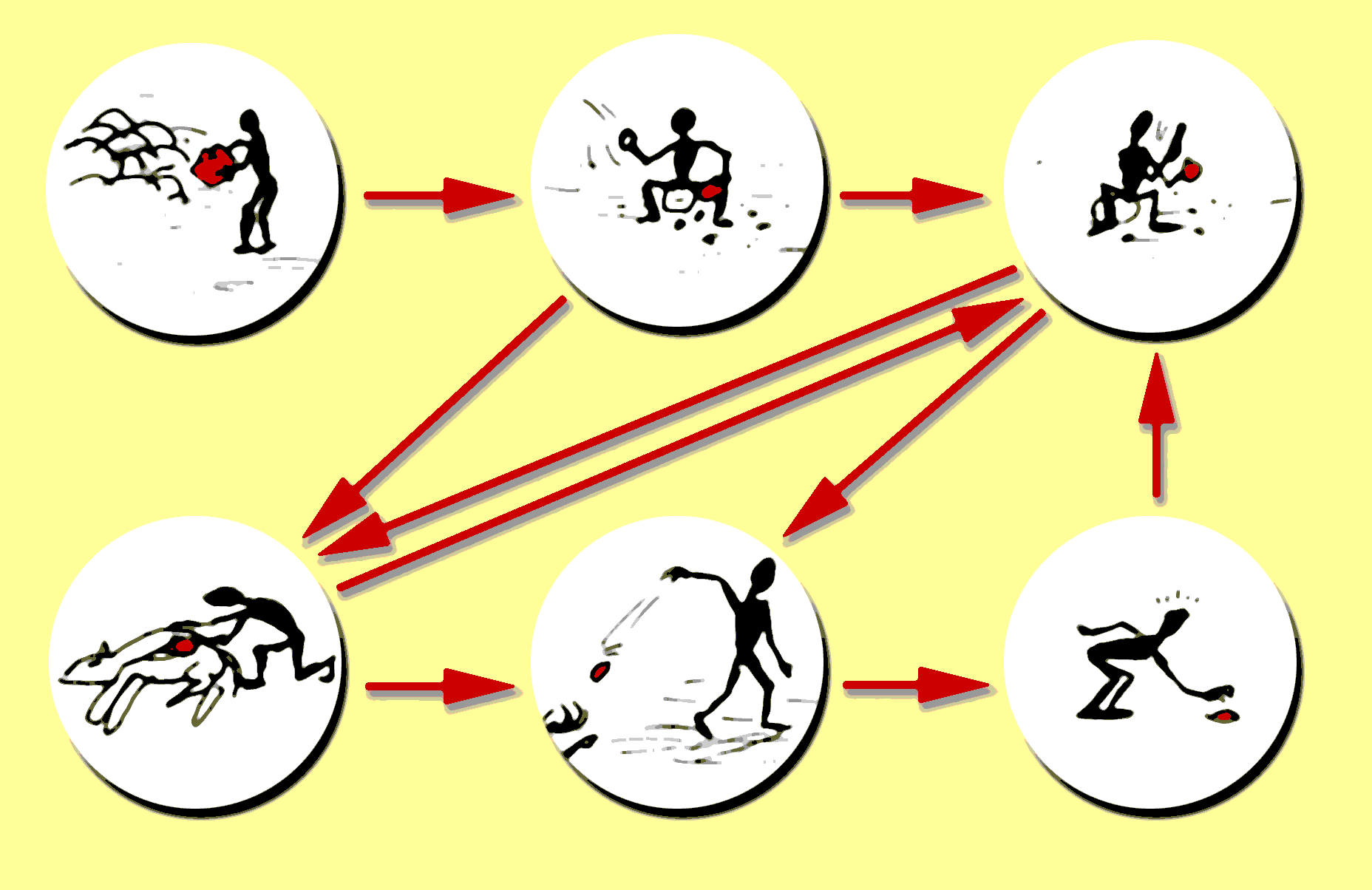
Exemple de chaine opératoire

Une chaîne opératoire est un ensemble d'étapes permettant la réalisation d'un objet, depuis l'acquisition des matériaux jusqu'à son abandon après son utilisation. Ce concept, développé en sociologie, a été appliqué par André Leroi-Gourhan à partir des années 1950 à l'étude des productions matérielles préhistoriques.
Pour les outils en roche taillée, la première étape est l'extraction ou le ramassage du bloc de roche et la dernière étape est celle qui permet d'obtenir l'outil fini. Dans certains cas, les phases d'utilisation ou de recyclage de l'outil sont aussi considérées dans la chaîne opératoire.

## Débitage et façonnage
Le débitage désigne l'action intentionnelle de fractionner un bloc de matière première en vue d'utiliser les éclats obtenus. Le façonnage désigne la fabrication d'un objet, et un seul, en sculptant un bloc de matière première.

## Techniques de débitage
Les outils en pierre taillée peuvent être réalisés selon différentes techniques : la percussion directe, la percussion indirecte et la pression. Plusieurs normes régissent la description et l'analyse des techniques de débitage. L'ouvrage Technologie de la Pierre Taillée présente le vocabulaire et les définitions des termes employés.
Les éléments de base dans l'analyse d'une industrie lithique sont :
- le nucléus
- l'éclat